# Štefanová
Štefanová – osada położona w Dolinie Nowej (Nová dolina) we wschodniej części Małej Fatry (w tzw. Krywańskiej Fatrze) w Karpatach Zachodnich. Administracyjnie należy do miejscowości Terchová.

## Opis
Jest to niewielka osada położona jest na wysokości około 650 m w rozszerzeniu Doliny Nowej nad Stohovým potokiem. Wznoszą się ponad nią szczyty i przełęcze: Boboty, Vrchpodžiar, Poludňové skaly, Tanečnica, Wielki Rozsutec, Medziholie, Stoh, Stohové sedlo, Poludňový grúň, Grúň. 
Dawniej, aż do II wojny światowej nosiła nazwę Ištvanowa, a jej mieszkańcy zajmowali się głównie pasterstwem. 11 czerwca 1848 podczas ogromnej powodzi osada została niemal całkowicie zniszczona i zginęło 14 jej mieszkańców. Na wznoszących się nad nią górach nastąpiły duże obrywy, a na miejscowość zeszły lawiny błotne.
W 1934 zbudowano tutaj pierwsze schronisko górskie. Obecnie osada jest jednym z największych w całej Małej Fatrze obiektów turystycznych. Posiada bardzo dobrze rozbudowaną bazę noclegową (liczne pensjonaty, schroniska, kwatery prywatne) i gastronomiczną. Znajduje się tutaj płatny parking,  punkt informacji turystycznej i wychodzą stąd 3 znakowane szlaki turystyczne.

## Szlaki turystyczne
Štefanowá – Vrchpodžiar – Podžiar – Nové diery – Ostrvné. 1,05 h, ↓ 50 min
  Štefanowá – Grúň – Chata na Grúni – Starý Dvor. 2 h ↓ 2h
  Štefanowá – Medziholie. 1,30 h ↓ 1,15 h

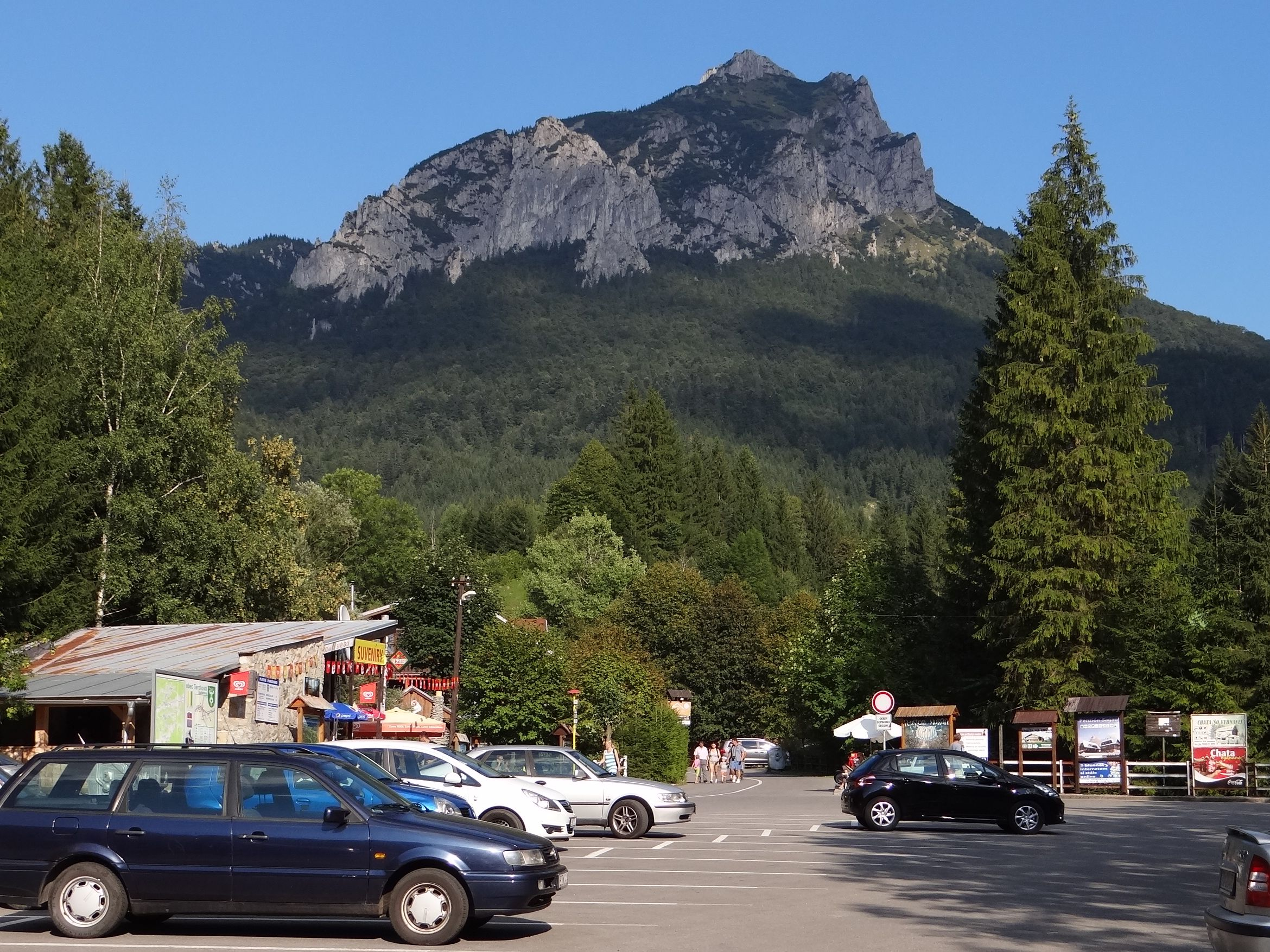
Štefanová i Wielki Rozsutec
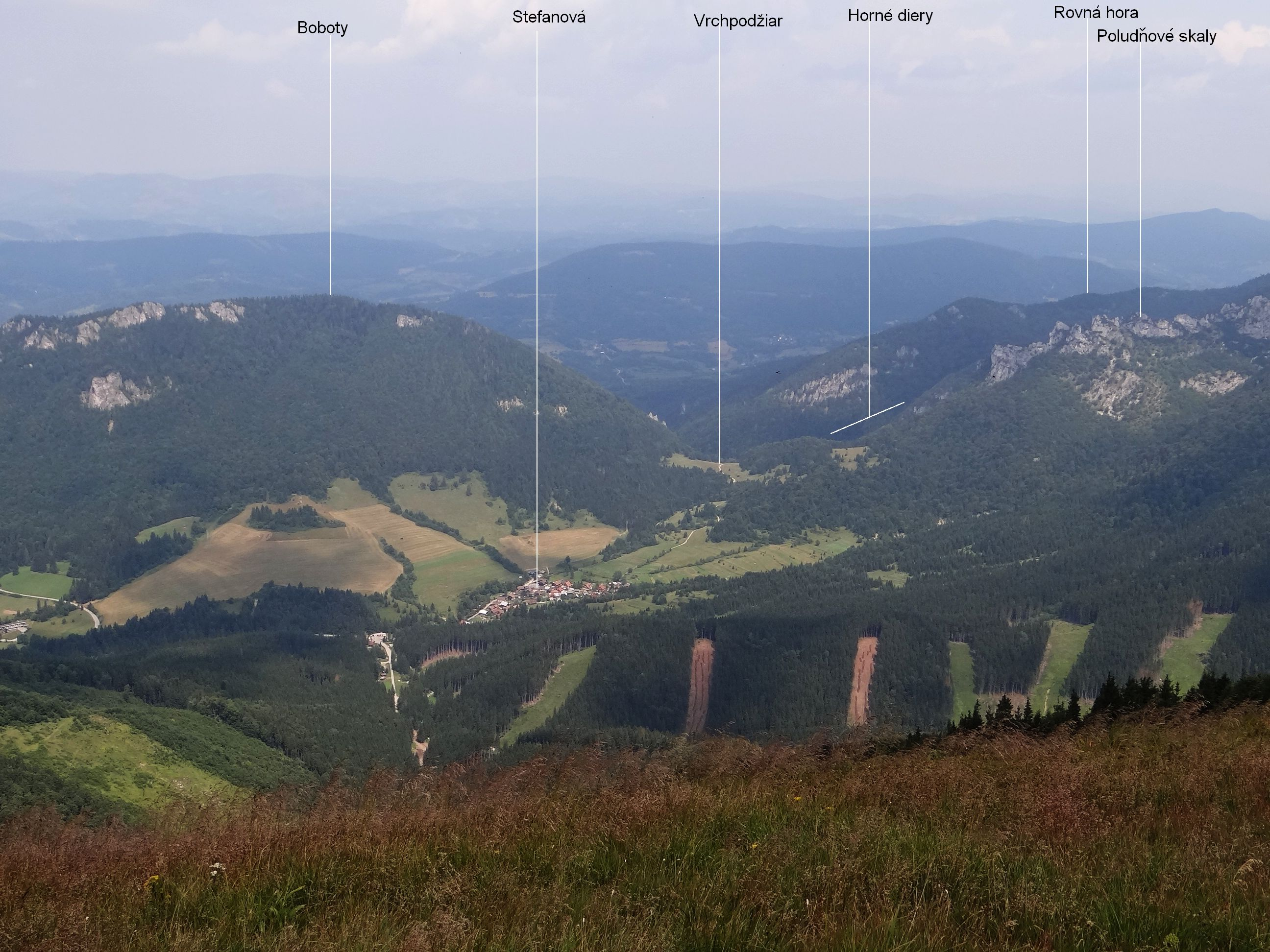
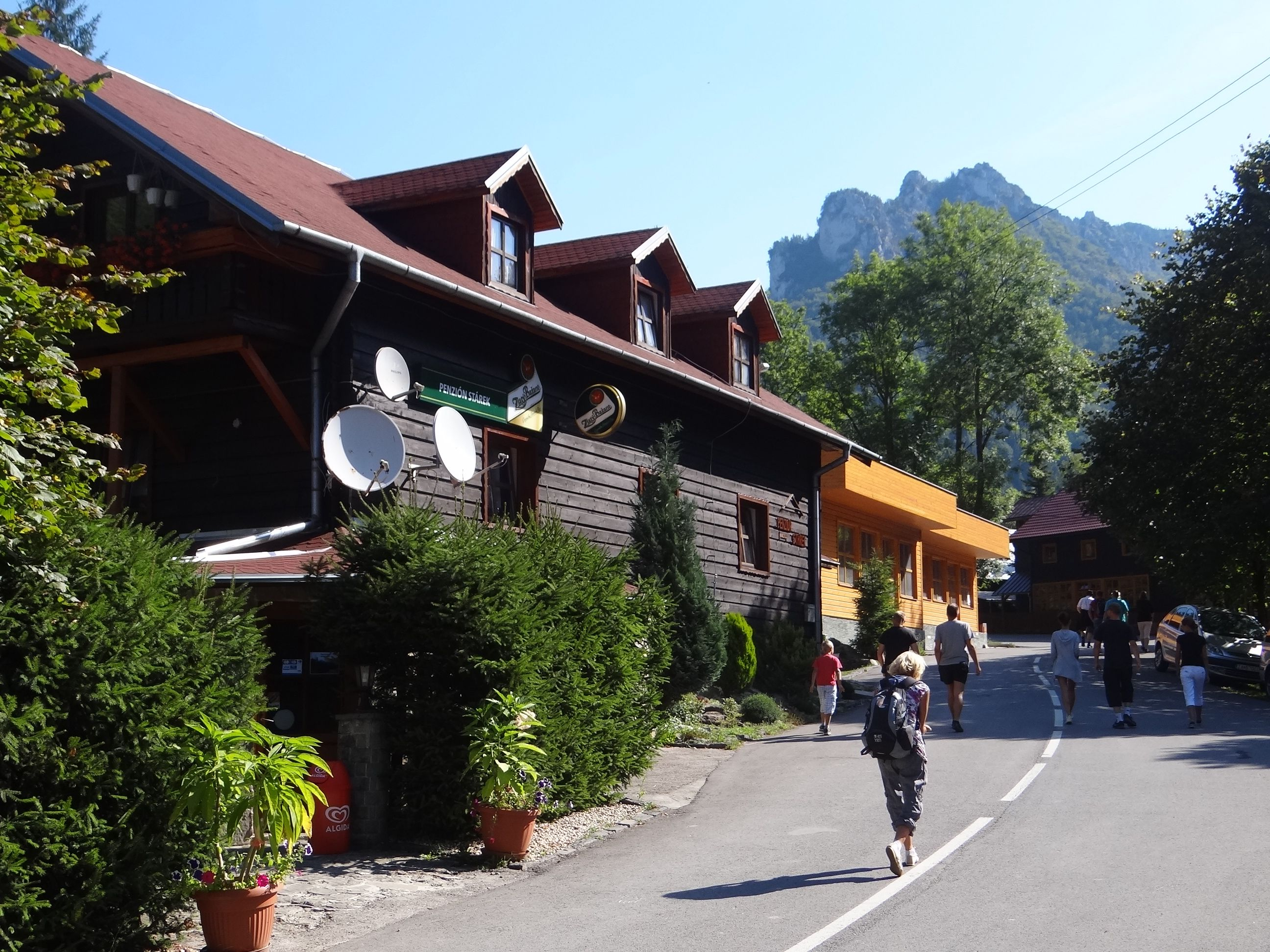
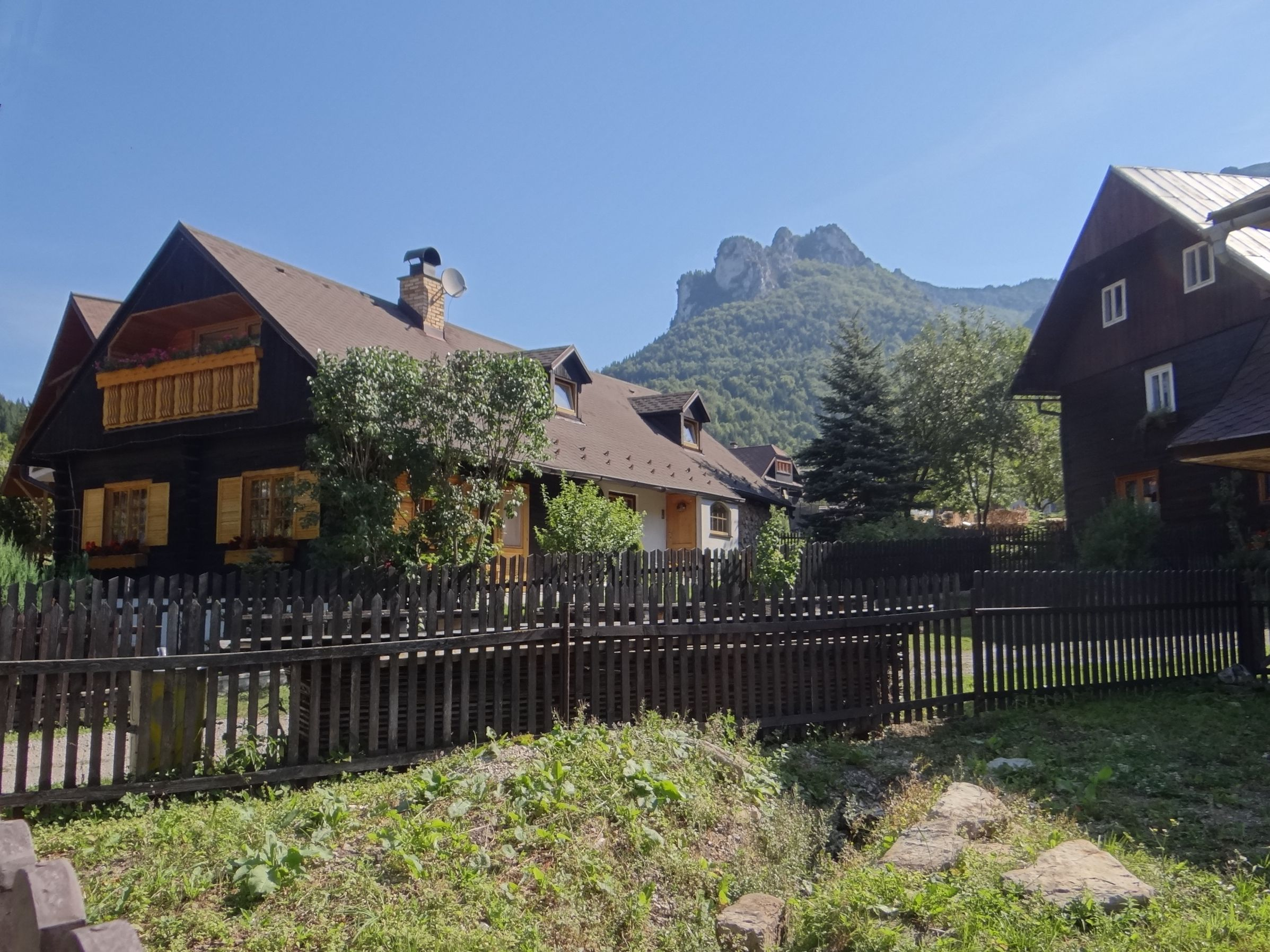